# Наукове пояснення
Поя́снення науко́ве — розкриття сутності предметів і явищ об'єктивного світу шляхом з'ясування причин виникнення та існування явищ, знаходження законів їхнього розвитку чи функціонування, виявлення механізму дії тощо. 
П. н. в цьому розумінні слід відрізняти від опису наукового, який виявляє і фіксує зовн. властивості предметів і явищ. У наук, пізнанні світу П. н. є безпосереднім завданням науки.